# Betty Roland
Betty Roland, de nacimiento Mary Isobel Maclean, también conocida como Betty M. Davies (22 de julio de 1903-12 de febrero de 1996) fue una escritora y dramaturga australiana de obras de teatro, guiones, novelas, libros infantiles y cómics.

## Trayectoria
Nació como Mary Isobel Maclean en Kaniva, hija de Roland y Matilda Maclean. Dejó la escuela a los dieciséis años para trabajar como periodista para Table Talk y Sun News-Pictorial.
Se casó con Ellis Harvey Davies en 1923.

### Teatro
Roland escribió obras de teatro desde mediados de la década de 1920. 
Su obra más conocida, The Touch of Silk, fue representada por primera vez en 1928 por la compañía Melbourne Repertory Theatre y reconocida como "la primera obra australiana escrita por un verdadero dramaturgo". Trata de un estudio sobre la alienación que siente una joven francesa que se casa con un soldado australiano al que conoce durante la Primera Guerra Mundial y se muda con él a una ciudad rural  conservadora. La obra se representó con regularidad en teatros de aficionados, entre 1928 y la década de 1940, así como en la radio. Recibió su primera producción profesional en 1976, para el Independent Theatre de Sydney, producida por John Tasker y protagonizada por Fay Kelton. Currency Press la publicó en 1974, y nuevamente en 1986, con otra de sus obras, Granite Peak. En 2011, A Touch of Silk fue transmitida por ABC Radio National de Australia, como parte de la serie Playing the 20th Century.
Otras obras de la década de 1920, incluyeron: Pies de barro, una versión moderna del mito de Pigmalión y Las puertas de bronce: una fantasía en cuatro escenas.
En sus inicios, Roland escribió para teatro, principalmente obras de drama romántico y comedia. Luego, pasó al agitprop con un contenido altamente político.
También escribió en 1932, el guion de lo que se afirma como el primer "talkie" australiano, Spur of the Moment, bajo el nombre de Betty M. Davies.

### El Partido Comunista Australiano
Roland conoció al rico intelectual marxista Guido Baracchi, uno de los fundadores del Partido Comunista Australiano, a finales de la década de 1920. Tras dejar a su esposo Davies, coincidieron nuevamente en un viaje al Reino Unido en 1933 y comenzaron una relación. Más tarde, viajaron a la Unión Soviética, donde Baracchi debía entregar documentos al Kremlin. Mientras estuvo allí, Roland trabajó en el Moscow Daily News, compartió una habitación con Katharine Susannah Prichard e introdujo literatura de contrabando en la Alemania nazi. El primer volumen de su autobiografía, Caviar For Breakfast de 1979, se basó en sus diarios de este período. 
A su regreso a Australia, se mudaron a Sydney, construyendo una casa en Castlecrag. Su hija, Gilda, nació en 1937.
A finales de la década de 1930, escribió obras breves de agitprop, que consideraba similares a las caricaturas políticas, para la New Theatre League en Sydney. Los guiones se publicaron regularmente en la Revista Comunista, que publicaba el Partido Comunista de Australia y era editada por Baracchi.
Roland y Baracchi se separaron en 1942, y durante el resto de la década de 1940 estuvo escribiendo obras de radio, incluyendo El primer caballero, Papá estaba dormido, La escarapela blanca, Una mujer despreciada, Los tambores de Manalao y En sus pasos. También escribió una tira cómica, The Conways, para el Sydney Morning Herald.
De 1948 a 1950 vivió en la colonia de artistas de Montsalvat en Eltham, Victoria. En 1951 cambió legalmente su nombre a Betty Roland, y al año siguiente se mudó a Londres con su hija, donde escribió para televisión y revistas femeninas, así como libros infantiles y tiras cómicas para Girl y Swift.
Regresó a Australia a principios de la década de 1960, continuó escribiendo obras de radio y libros para niños; y fue miembro fundador de la Sociedad Australiana de Autores en 1963, sirviendo en su comité de gestión y convirtiéndose en miembro honorario vitalicio en 1993. Regresó a Montsalvat de 1973 a 1979 y escribió el segundo volumen de su autobiografía, The Eye of the Beholder, sobre su tiempo allí. Publicó dos volúmenes más. An Improbable Life en 1989 y The Devious Being en 1990. 
Roland, murió en Sydney en 1996.

## Obra
Obras de teatro:
- The Touch of Silk (representada en 1928 y publicada en 1942)
- Feet of Clay (representada en 1928) Playing the Past – Three Plays by Australian Women, 1995
- Morning (escrita en 1929 y representada en 1932)[10] Producida como obra para radio como New Day en 1945.
- Dr Jekyll and Mr Hyde (para de radio)
- A Woman Scorned (presentada para comerciales de radio)
- Granite Peak (representada en 1952)
- The Touch of Silk, ISBN 0-86819-143-4
- The Touch of Silk (con notas del autor) 1974, ISBN 978-0-86819-154-6

Novelas y ficción Infantil:
- Beyond, ISBN 0-00-221449-0
- The Bush Bandits, 1966 ISBN 0-14-030930-6
- The Bush Bandits ill, ISBN 0-695-40893-3
- Forbidden Bridge, 1961 ISBN 0-86896-210-4
- Forbidden Bridge, 1963 ISBN 0-370-11022-6
- Jamie's Other Grandmother, 1970 ISBN 0-370-01209-7
- Jamie's Summer Visitor Scholastic Australia 1964 ISBN 0-86896-701-7
- No Ordinary Man, ISBN 0-00-614478-0
- The Other Side of Sunset, ISBN 0-263-05010-6

Autobiografía:
- Lesbos the Pagan Island Cheshire, 1963
- Caviar For Breakfast, 1979 ISBN 0-7322-2535-3
- The Eye of the Beholder, 1984 ISBN 0-86806-169-7
- An Improbable Life, 1989 ISBN 0-7322-2523-X
- The Devious Being, 1990 ISBN 0-207-16698-6

Filmografía (como Betty M. Davies)
- Spur of the Moment, 1931.
- Heights of Danger, 1953.